# Birgit Prinz
Birgit Prinz (Frankfurt del Main, 25 d'octubre de 1977) és una futbolista retirada alemanya, dues vegades campiona de la Copa del Món Femenina de la FIFA i tres vegades guanyadora del FIFA World Player. A més de la selecció alemanya, Prinz va jugar a l'1. FFC Frankfurt a la Bundesliga Femenina així com al Carolina Courage a la Women's United Soccer Association (WUSA), la primera lliga professional femenina dels Estats Units. Prinz segueix sent una de les davanteres més prolifiques i és la segona màxia golejadora de la Copa del Món Femenina de Futbol amb 14 gols (segona només per darrere de Marta del Brasil). El 12 d'agost de 2011, va anunciar el final de la seva carrera activa. Actualment treballa com a psicòloga esportiva per als equips masculins i femenins del club de la Bundesliga TSG 1899 Hoffenheim.

## Carrera de club
Prinz va començar la seva carrera a l'SV Dörnigheim FC. Va debutar a la Bundesliga amb el FSV Frankfurt, on va jugar de 1993 a 1998. Durant aquest temps, Prinz va guanyar dos títols de la Bundesliga i dues copes d'Alemanya. El 1997 i el 1998 va ser la màxima golejadora de la Bundesliga. El 1998, es va traslladar al rival local 1. FFC Frankfurt, on va tenir el seu major èxit a nivell de club. En 13 temporades al club, Prinz va guanyar sis títols de la Bundesliga i vuit de la Copa d'Alemanya. També va guanyar el premi a la màxima golejadora de la Bundesliga dues vegades més el 2001 i el 2007. Prinz va guanyar la Lliga de Campions tres vegades amb el Frankfurt, a les temporades 2001–02, 2005–06 i 2007–08. També va arribar a la final el 2004, però va perdre davant l'Umeå IK suec.
Durant dues temporades, Prinz es va unir al Carolina Courage a la lliga professional femenina WUSA dels Estats Units. Durant la seva curta estada a Amèrica, va guanyar el Campionat WUSA de 2002. Després de la Copa del Món de 2003, Prinz va rebutjar una oferta de l'AC Perugia per jugar a la Sèrie A masculina d'Itàlia, tement que el seu traspàs s'utilitzès com a truc publicitari i que acabés a la banqueta.
Durant la seva etapa al FFC Frankfurt, Prinz va guanyar molts premis personals, inclòs un rècord de vuit guardons de futbolista alemanya de l'any entre 2001 i 2008. Va ser nomenada Jugadora Mundial de l'Any de la FIFA el 2003, 2004 i 2005. Durant quatre anys consecutius, del 2007 al 2010, va quedar segona, darrere de la brasilera Marta.

## Carrera internacional

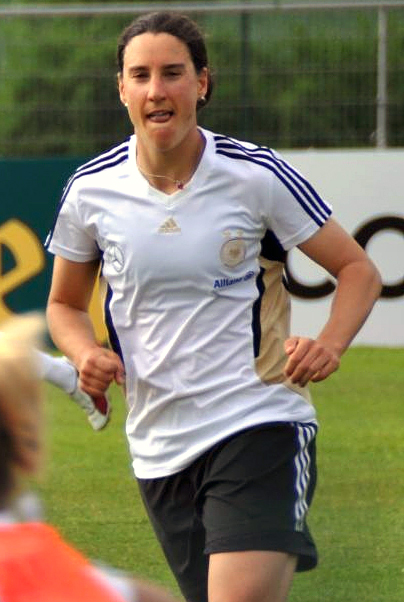
Prinz jugant amb Alemanya el 2011.

Als 16 anys, Prinz va debutar amb la selecció alemanya el juliol de 1994 contra el Canadà. Va entrar al minut 72 i va marcar el gol de la victòria al minut 89. Un any més tard, va guanyar el seu primer títol important al Campionat d'Europa de 1995, marcant a la final. El mateix any, va ser inclosa a la selecció alemanya per a la Copa del Món Femenina de la FIFA de 1995, on va perdre contra Noruega en el partit final. Continua sent la jugadora més jove que mai ha participat en una final de la Copa del Món.
Durant la següent dècada, Prinz va tenir una de les carreres internacionals més exitoses en el futbol femení. Va guanyar quatre Europeus més de la UEFA el 1997, 2001, 2005 i 2009. Als Jocs Olímpics d'estiu va guanyar tres vegades el bronze amb l'equip alemany, els anys 2000, 2004 i 2008. A la Copa del Món Femenina de la FIFA de 2003, Prinz va ajudar Alemanya a guanyar el seu primer títol de Copa del Món femení. Va ser reconeguda com la millor jugadora i màxima golejadora del torneig. Prinz es va convertir en la capitana de l'equip nacional femení a finals de 2003, i va romandre fins a la seva retirada. Quatre anys més tard, a la Copa del Món Femenina de la FIFA de 2007, va ser capitana de l'equip per aconseguir el segon títol de la Copa del Món d'Alemanya; va rebre la Pilota de Plata com a segona millor jugadora del torneig.
Prinz té diversos rècords nacionals i internacionals. Amb 14 gols, és la segona màxima golejadora de tots els temps a la Copa del Món Femenina de la FIFA. Des del 2008 fins al 2012, Prinz i la brasilera Cristiane van mantenir el rècord del torneig de deu gols als Jocs Olímpics d'estiu, tot i que Cristiane ara ha superat a Prinz. Per a la selecció alemanya, Prinz va participar 214 vegades i va marcar 128 gols, i és la jugadora amb més partits i la màxima golejadora de l'equip.

## Vida personal
Prinz és fisioterapeuta. El 2010 es va graduar amb el seu màster en psicologia a la Universitat Goethe de Frankfurt. Des de gener de 2012, treballa com a psicòloga esportiva a l'acadèmia juvenil, equips femenins sub-17 i de la Bundesliga femenina al TSG 1899 Hoffenheim.

## Palmarès
FSV Frankfurt
- Bundesliga: 1994–95, 1997–98
- Copa d'Alemanya: 1994–95, 1995–96

1. FFC Frankfurt
- Lliga de Campions: 2001–02, 2005–06, 2007–08 ; subcampió 2003-04
- Bundesliga (7): 1998–99, 2000–01, 2001–02, 2002–03, 2004–05, 2006–07, 2007–08
- Copa d'Alemanya (8): 1998–99, 1999-00, 2000–01, 2001–02, 2002–03, 2006–07, 2007–08, 2010–11

Carolina Courage
- Campionat WUSA : 2002

Selecció
- Copa del Món de la FIFA: 2003, 2007 ; subcampió 1995
- Campionat d'Europa de la UEFA: 1995, 1997, 2001, 2005, 2009
- Medalla de bronze olímpica: 2000, 2004, 2008
- Copa Algarve : 2006

Individual
- FIFA World Player: (3) 2003, 2004, 2005; subcampiona 2002, 2007, 2008, 2009, 2010
- Jugadora alemanya de l'any (8): 2001, 2002, 2003, 2004, 2005, 2006, 2007, 2008
- Jugadora d'Or del Campionat Femení de la UEFA: 1995
- Segona màxima golejadora de tots els temps a la Copa del Món Femenina de la FIFA: 14 gols (segona després de Marta)
- Segona màxima golejadora de tots els temps del Torneig Olímpic de Futbol Femení: 10 gols (segona després de Cristiane)
- Pilota d'Or: Copa del Món Femenina de la FIFA 2003
- Màxima golejadora de la Copa del Món Femenina de la FIFA: 2003
- Copa Mundial Femenina de la FIFA 2003 Equip All Star: 2003
- Pilota de Plata: Copa del Món Femenina de la FIFA 2007
- Copa Mundial Femenina de la FIFA 2007 Equip All Star: 2007
- Màxima golejador de la Bundesliga: 1996–97, 1997–98, 2000–01, 2006–07
- Silbernes Lorbeerblatt : 2003, 2007